# Filipe Sodré
Filipe Sodré (...) è un ex giocatore di football americano brasiliano, che ha giocato come cornerback.